# Antonio Stom
Antonio Stom (1688 – Venezia, 1734) è stato un pittore italiano.

## Biografia
Antonio Stom, discendente da una famiglia di pittori originaria della Val Gardena e che aveva operato a Venezia nel Seicento, fu pittore di paesaggi, di vedute, di battaglie, di quadri di fantasia e di capricci, espressi in uno stile sciolto e luminoso, che potrebbe essere stato tenuto presente nella formazione del pittore Gianantonio Guardi. Gli altri pittori della stessa famiglia sono stati: Giovanni, Giuseppe e Matteo di cui conosciamo la firma su una tela con una battaglia conservata ai Musei civici agli Eremitani di Padova.
Fu un grande compositore di scene storiche, un evocatore di avvenimenti, di cerimonie, di fatti memorabili. Con vivace tocco e composizione prospettica di ampio respiro, mostra anche sensibilità al gusto della macchietta, avvicinandosi in questo al genere di pittura di Luca Carlevarijs.

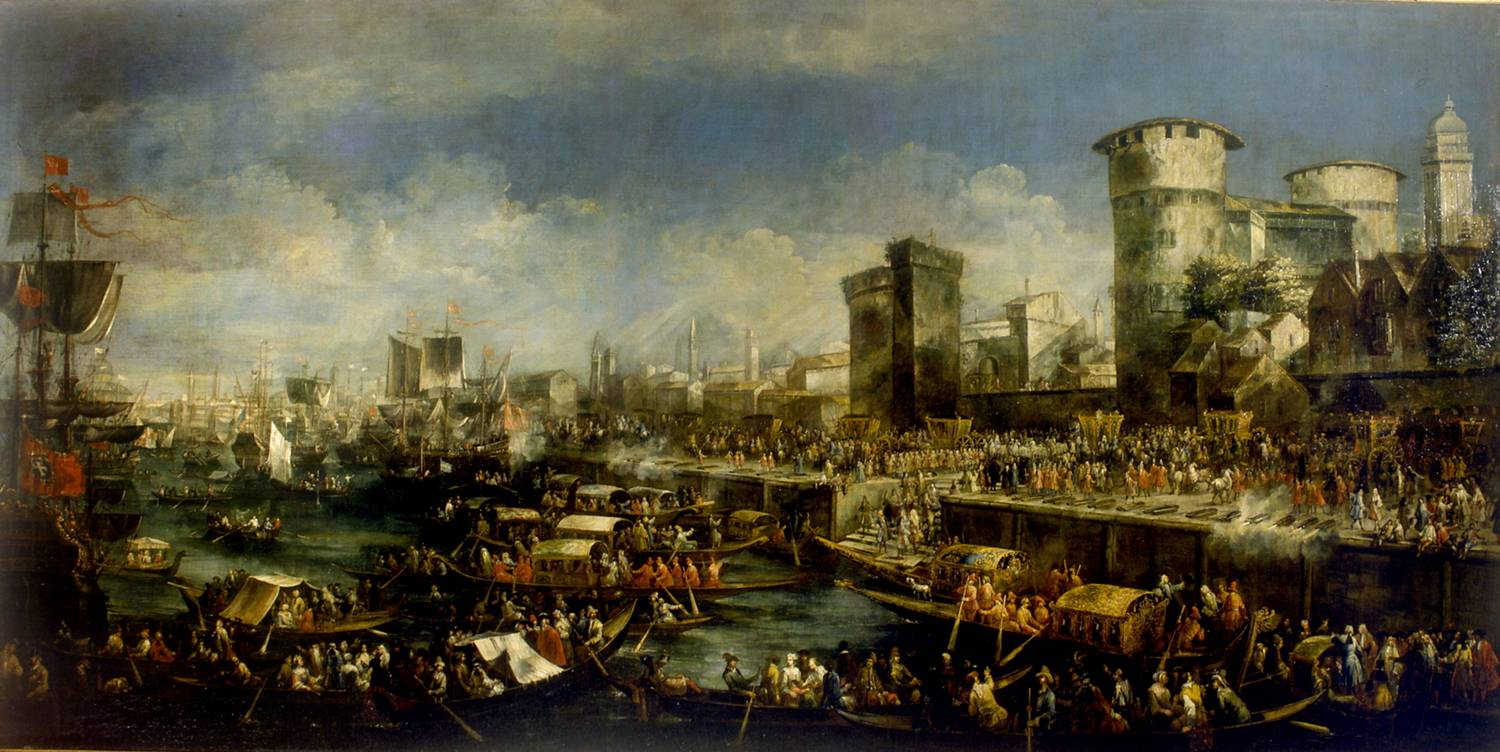
Arrivo a Londra dell'ambasciatore Alvise II Mocenigo, 1702, Palazzo Mocenigo, (Venezia)
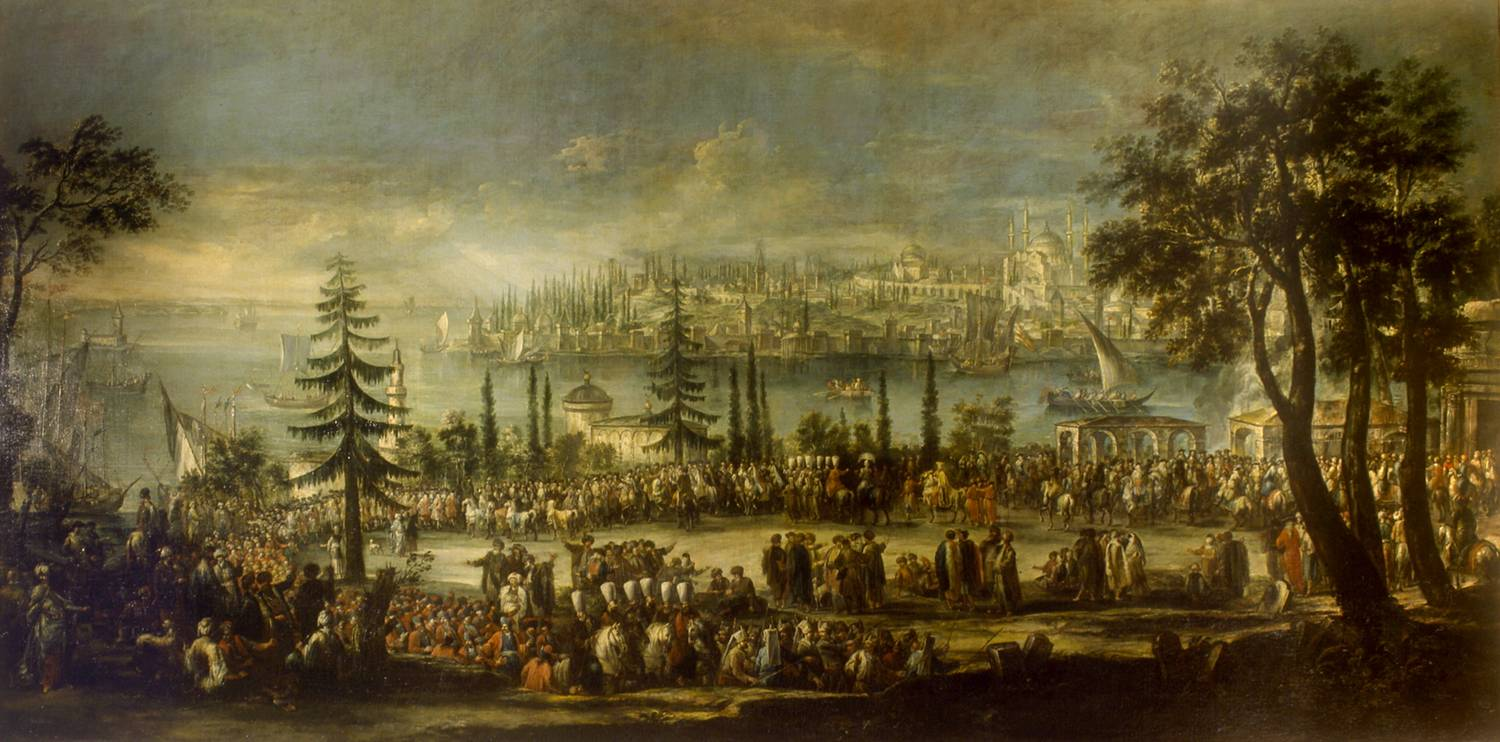
Alvise II Mocenigo a Costantinopoli, dipinto del 1710, Palazzo Mocenigo, (Venezia)
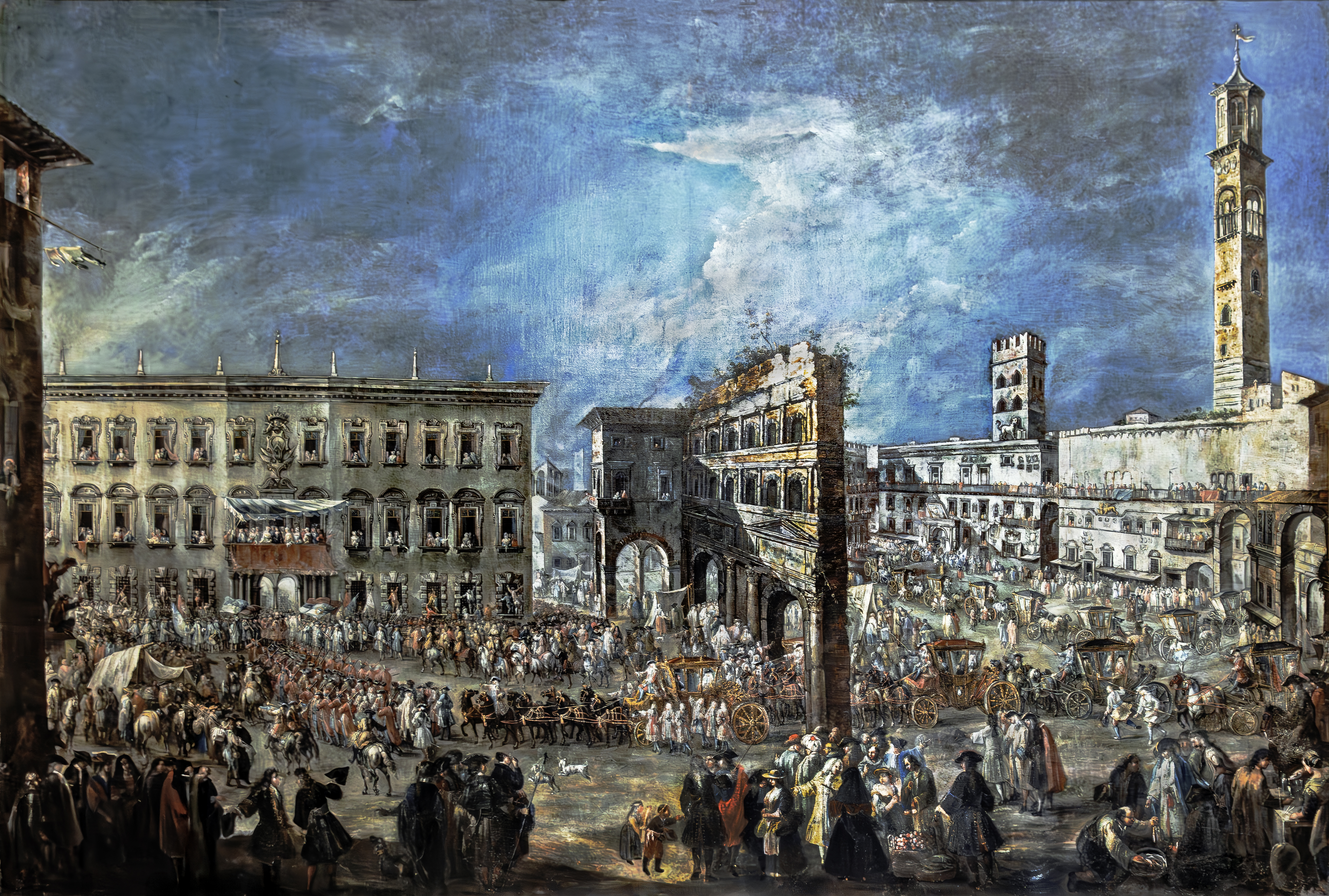
Arrivo della principessa Violante De' Medici a Verona, Palazzo Mocenigo, (Venezia)